# Fray Perico
Fray Perico es el título de una serie de nueve libros infantiles, y del personaje ficticio que protagoniza los mismos, publicados entre 1980 y 2005, por el escritor español Juan Muñoz Martín (1929-2023).
El primer libro de la serie se titula Fray Perico y su borrico (1980), obra que obtuvo el año anterior el II «Premio El Barco de Vapor».

## Libros de la colección de Fray Perico
1. Fray Perico y su borrico (1980, SM)
2. Fray Perico en la guerra (1989, SM)
3. Fray Perico, Calcetín y el guerrillero Martín (1994, SM)
4. Fray Perico en la paz (1996, SM)
5. Nuevas aventuras de fray Perico (1996, Edelvives)
6. Fray Perico y Monpetit (1998, SM)
7. Fray Perico y la primavera (2003, SM)
8. Fray Perico y la Navidad (2003, SM)
9. Fray Perico de la Mancha (2005, SM)

## Sinopsis
1. Fray Perico y su borrico (1980, SM): siglo XIX. Los veinte frailes de un convento cerca de Salamanca viven haciendo el bien y repartiendo lo poco que tienen. Un día llega un fraile rústico, gordo y colorado que desea ser hermano como ellos. Pronto todos se dan cuenta de su infinita bondad y de que él es capaz de hablar con la escultura de San Francisco que tienen en la iglesia. Después de su llegada ocurren cosas divertidas y le cae alguna bronca que otra, pero él seguirá siendo un fraile de buen corazón, como los demás.
2. Fray Perico en la guerra (1989, SM): La acción transcurre en Salamanca durante la Guerra de la Independencia (1808-1812). Roban la imagen de San Francisco y el borrico de fray Perico. Este pacífico monje se ve envuelto en una guerra que no entiende para rescatar a su burro y al santo.
3. Fray Perico, Calcetín y el guerrillero Martín (1994, SM): En el convento de fray Perico aparece un extraño personaje, armado con un trabuco. Los soldados franceses le persiguen. Es Juan Martín,  El Empecinado
4. Fray Perico en la paz (1996, SM): La Guerra de la Independencia Española ha terminado, pero ha dejado el convento lleno de tejas rotas, de agujeros, la torre torcida y nada con que alimentarse. Los frailes tendrán que buscar soluciones para comer y arreglar el monasterio.
5. Nuevas aventuras de fray Perico (1996, Edelvives): Los frailes del convento de fray Perico cazan mariposas, crían gusanos de seda y hasta acogen a los ladrones arrepentidos. Pero un día llegan los franceses. Es el año 1810.
6. Fray Perico y Monpetit (1998, SM): Una vez que la guerra de Independencia ha terminado, fray Perico ayuda a dos de sus enemigos franceses.
7. Fray Perico y la primavera (2003, SM): La llegada de la primavera revoluciona a fray Perico y a sus compañeros. Y es que la primavera no solo lleva al convento las flores y el buen tiempo, sino también a unos ladrones un tanto atípicos y hasta a unos soldados franceses.
8. Fray Perico y la Navidad (2003, SM): Llega el invierno y fray Perico y el resto de los frailes del convento se preparan para celebrar la Navidad.
9. Fray Perico de la Mancha (2005, SM): Fray Perico, Calcetín y fray Olegario, el bibliotecario, acompañan a fray Efrén hasta su convento de La Mancha y, de pronto, en una venta del camino se topan con un hombre delgado, de armadura bien bruñida, lanza y escudo. ¿Don Quijote dos siglos después?...